# Josef Wirmer

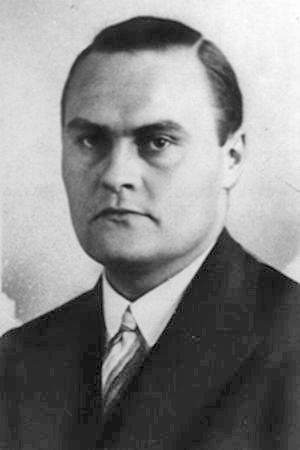
Josef Wirmer

Josef Wirmer (* 19. März 1901 in Paderborn; † 8. September 1944 in Berlin-Plötzensee) war ein deutscher Jurist und Widerstandskämpfer gegen den Nationalsozialismus.

## Leben und Wirken

### Familie
Josef Wirmer stammte aus einer katholischen Lehrerfamilie, sein Vater Anton Wirmer war ein Altphilologe und Direktor des Gymnasiums Marianum Warburg, seine Mutter war Maria geborene Varnhagen. Er war zweites von fünf Geschwistern, darunter Ernst Wirmer.
Josef Wirmer war verheiratet mit Hedwig geb. Preckel und hatte drei Kinder (Johanna, Maria, Anton). Seine Tochter Maria heiratete 1955 den Diplomaten Peter Hermes, den Sohn des Widerständlers Andreas Hermes; aus dieser Ehe gingen sechs Kinder hervor.

### Jugend und Studium (1901–1924)
Nach seinem Abitur mit Auszeichnung an diesem Gymnasium studierte er ab 1920 in Freiburg im Breisgau und Berlin Rechtswissenschaft. Dabei schloss er sich jeweils Studentenverbindungen des KV an. Im Sommersemester 1920 trat er in den KStV Brisgovia ein. Im Wintersemester 1923/24 war er Senior des KStV Guestphalia Berlin und 1924 in Freiburg Mitbegründer des KStV Flamberg, der jetzt in Bonn als KStV Flamberg Bonn besteht. Weiter war Wirmer noch Mitglied beim KStV Langemarck-Bonn und wurde später Ehrenphilister beim KStV Semnonia-Berlin.
In klarer Abgrenzung zu der im Verbindungswesen immer noch vorherrschenden monarchistischen Auffassung vertrat Wirmer in der Studienzeit engagiert seine demokratische Gesinnung. Dies trug ihm den Beinamen „der rote Wirmer“ ein. Nach dem bestandenen Referendarexamen 1924 und dem Assessorexamen 1927 ließ er sich in Berlin als Rechtsanwalt nieder.

### Tätigkeit als Jurist und Politiker (1924–1944)
Dort schloss er sich politisch der Zentrumspartei an, zu deren linkem Flügel er sich zählte. Er setzte sich für eine große Koalition mit der SPD ein. Als Alter Herr hatte er beim KV im Kartellverbands-Rat unter anderem die Aufgabe der Berufsberatung. Josef Wirmer stand seit der Machtergreifung aus demokratischer Überzeugung und Sorge um den Rechtsstaat in Gegnerschaft zum NS-Regime. Wegen der engagierten Verteidigung rassisch Verfolgter wurde er aus dem Nationalsozialistischen Rechtswahrerbund, dem berufsständischen Zusammenschluss von Rechtsanwälten, Staatsanwälten und Richtern, ausgeschlossen. Den Abschluss des Reichskonkordats lehnte er ab. Ob er, wie manche meinen, beim damaligen Kardinalstaatssekretär Eugenio Kardinal Pacelli, dem späteren Papst Pius XII., persönlich zu intervenieren versucht hat, lässt sich mit Quellen nicht belegen.

### Tätigkeit im Widerstand (1936–1944)

Wirmers Entwurf einer Flagge für Deutschland aus dem Jahr 1944

1936 kam er in Kontakt zu den gewerkschaftlichen Widerstandskreisen um Jakob Kaiser. Seit 1941 gehörte er zu dem Kreis um Carl Friedrich Goerdeler. Die historische Forschung ist sich mittlerweile einig, dass er im Widerstand durch seine persönlichen Kontakte sehr viele Vorbehalte überwinden konnte, die traditionell zwischen den Gruppen der Gewerkschafter und Sozialdemokraten, den kirchlichen Kreisen und den alten adligen Eliten bestanden. Sein Haus war einer der wichtigsten Treffpunkte der Verschwörer, wo neben Kaiser, Leuschner und Habermann auch Goerdeler und die Mitarbeiter der Abwehr verkehrten. Den Attentatsplan Claus Graf Schenk von Stauffenbergs unterstützte er von Anfang an. Von Wirmer stammt der einzige selbständige Entwurf aus den Reihen des Widerstands für ein neues Nationalsymbol: Er entwarf eine Nationalflagge, die ein schwarzes, golden eingefasstes Kreuz mit leicht zum Mast verschobenem Querbalken auf rotem Grund als neue Nationalflagge vorsah.

### Verhaftung, Prozess und Hinrichtung (1944)

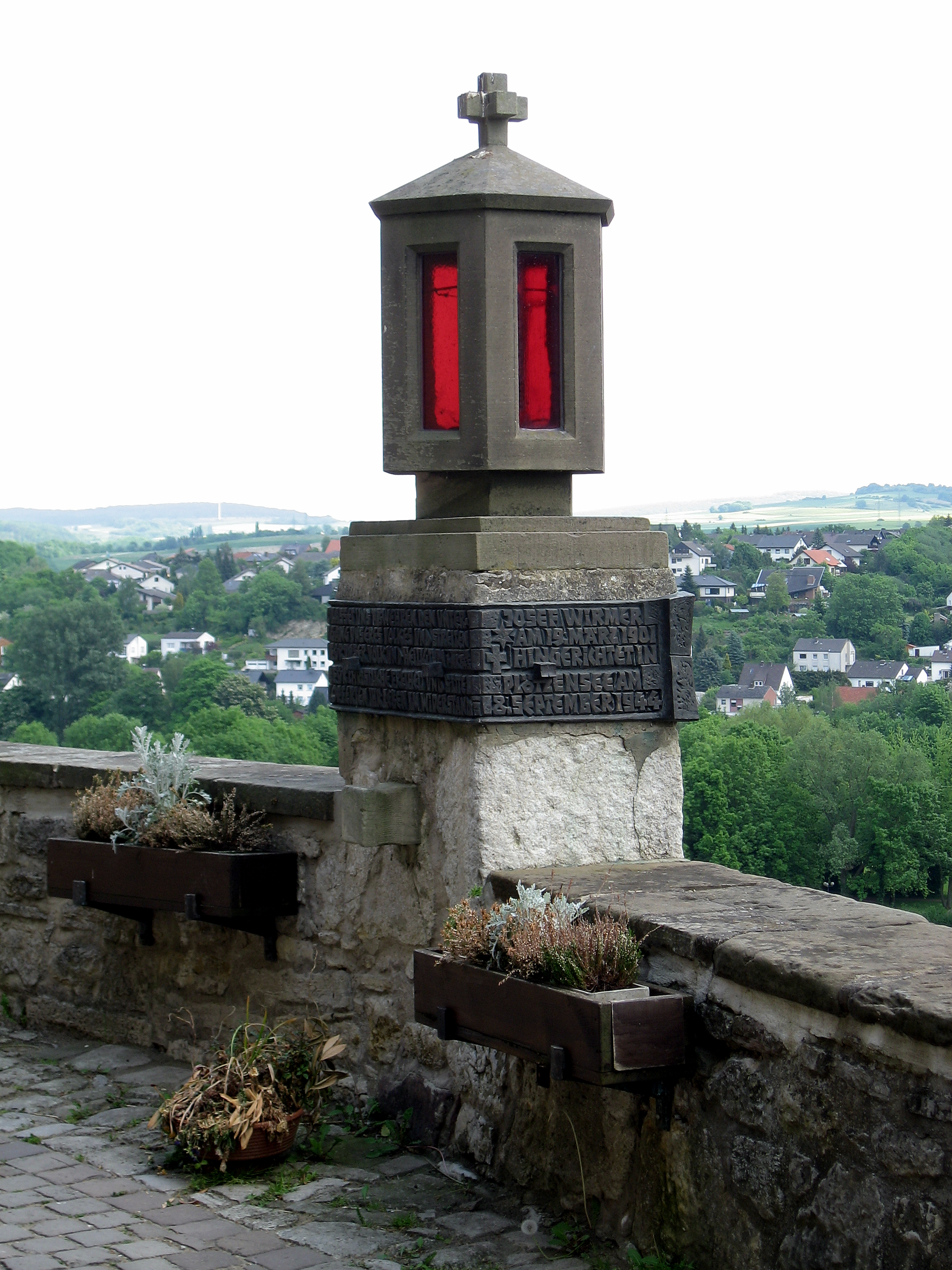
Ehrenmal für Josef Wirmer und Wilhelm Freiherr von Ketteler vor dem Gymnasium Marianum in Warburg

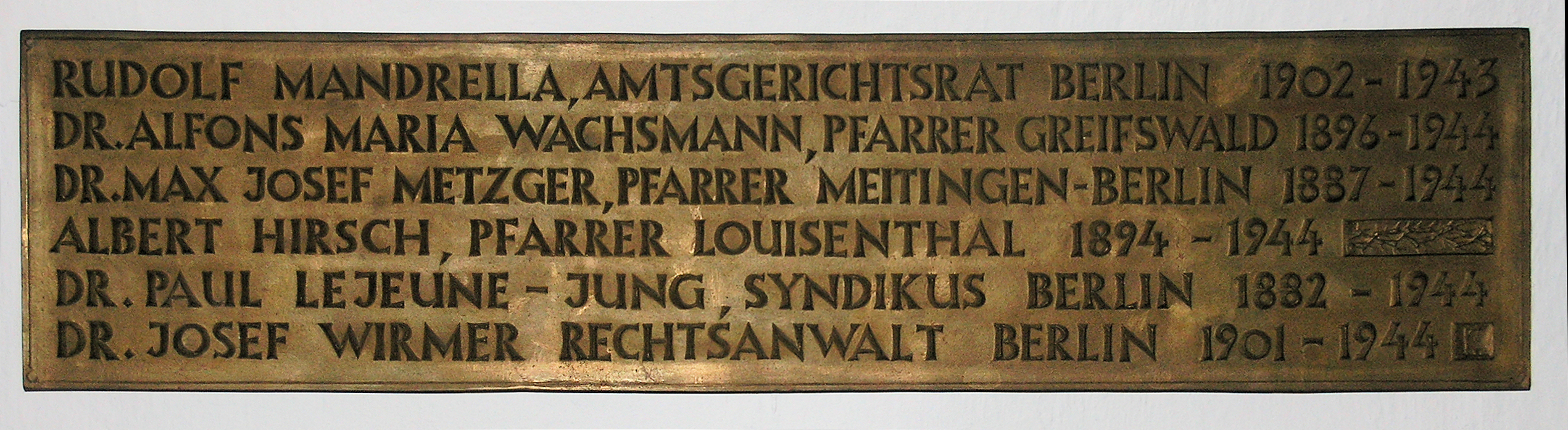
Gedenktafel der Märtyrer der NS-Zeit in der Krypta der St.-Hedwigs-Kathedrale in Berlin-Mitte

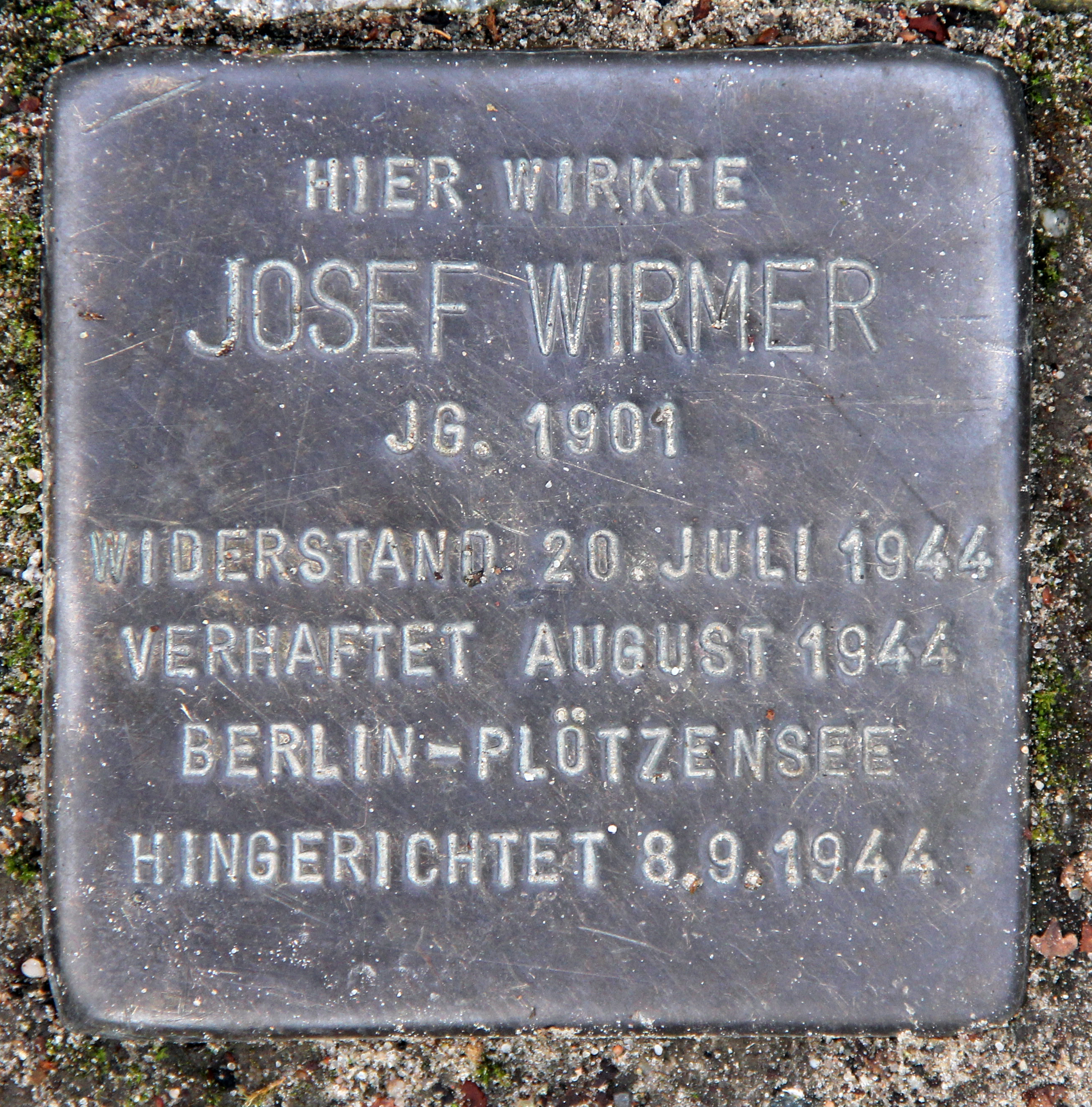
Stolperstein vor dem Haus Dürerstraße 17 in Berlin-Lichterfelde

Nach dem gescheiterten Attentat und Umsturzversuch des 20. Juli 1944 (Personen des 20. Juli 1944), bei dessen Gelingen Josef Wirmer als Reichsjustizminister eingeplant war, wurde er am 4. August verhaftet. Sein Auftreten im Prozess vor dem Volksgerichtshof ist durch Protokolle und den auf Hitlers Befehl heimlich gedrehten Film belegt. Wirmer gab u. a. als Begründung für seinen Anschluss an die Widerstandsbewegung an:

„Ich bin […] tief religiös und aus meiner religiösen Anschauung heraus zu dieser Verschwörerclique gekommen.“

 Als ihm Roland Freisler, der den Vorsitz führte, eine feige Haltung vorwarf:

„Josef Wirmer, ja Sie gehören zur schwarzen Fraktion, ja, das sieht man Ihnen an, [...] das kann ja nicht anders sein. Ist ja ulkig. […] Wie wichtig wohl das Amt als Zivilanwalt gewesen sein muss, das Sie da gehabt haben, dass Sie [...] nicht einmal Soldat geworden sind in dem Alter. Bis ’43 Rechtsanwalt? Jahrgang 1901? Ja, sind Sie nicht Soldat gewesen? ,Nein.‘ Nein. Sie sind natürlich UK gestellt. […] Und von da ab sind Sie dienstverpflichtet worden, spricht ja auch für Ihre Haltung, dass Sie erst warten, bis man Sie dienstverpflichtete. Feines Früchtchen!“ (Wirmer beginnt mit "Herr Präsident", Freisler unterbricht ihn brüllend) „Ja, ja, ja, feines Früchtchen!"“

hielt er dem entgegen:

„Wenn ich hänge, habe nicht ich Angst, sondern Sie!“

Als Freisler dem entgegnete, Wirmer werde bald zur Hölle fahren, antwortete er:

„Es wird mir ein Vergnügen sein, wenn Sie bald nachkommen, Herr Präsident.“

Wirmer bekannte sich auch vor dem Volksgerichtshof zum Kartellverband (KV), worauf Freisler ihn anbrüllt: „ […] daß Sie KVer sind, na also!“
Am 8. September 1944 wurde Josef Wirmer durch den Volksgerichtshof zum Tode verurteilt. Zwei Stunden nach der Urteilsverkündung im Schauprozess wurde er mit einer Drahtschlinge in Plötzensee zusammen mit den fünf anderen Verurteilten Georg Alexander Hansen, Ulrich von Hassell, Paul Lejeune-Jung, Ulrich Wilhelm Graf Schwerin von Schwanenfeld und Günther Smend hingerichtet.

Wirmer hatte am 7. August 1944 an seinen Freund J. Hermann Siemer, der nach der Verhaftung von Wirmer zunächst dessen jüngsten Sohn Anton und später auch die restliche Familie bei sich aufnahm, u. a. geschrieben:

„Auch der fehlgeschlagene Einsatz hat seinen Wert in sich selbst.“

## Erinnerung

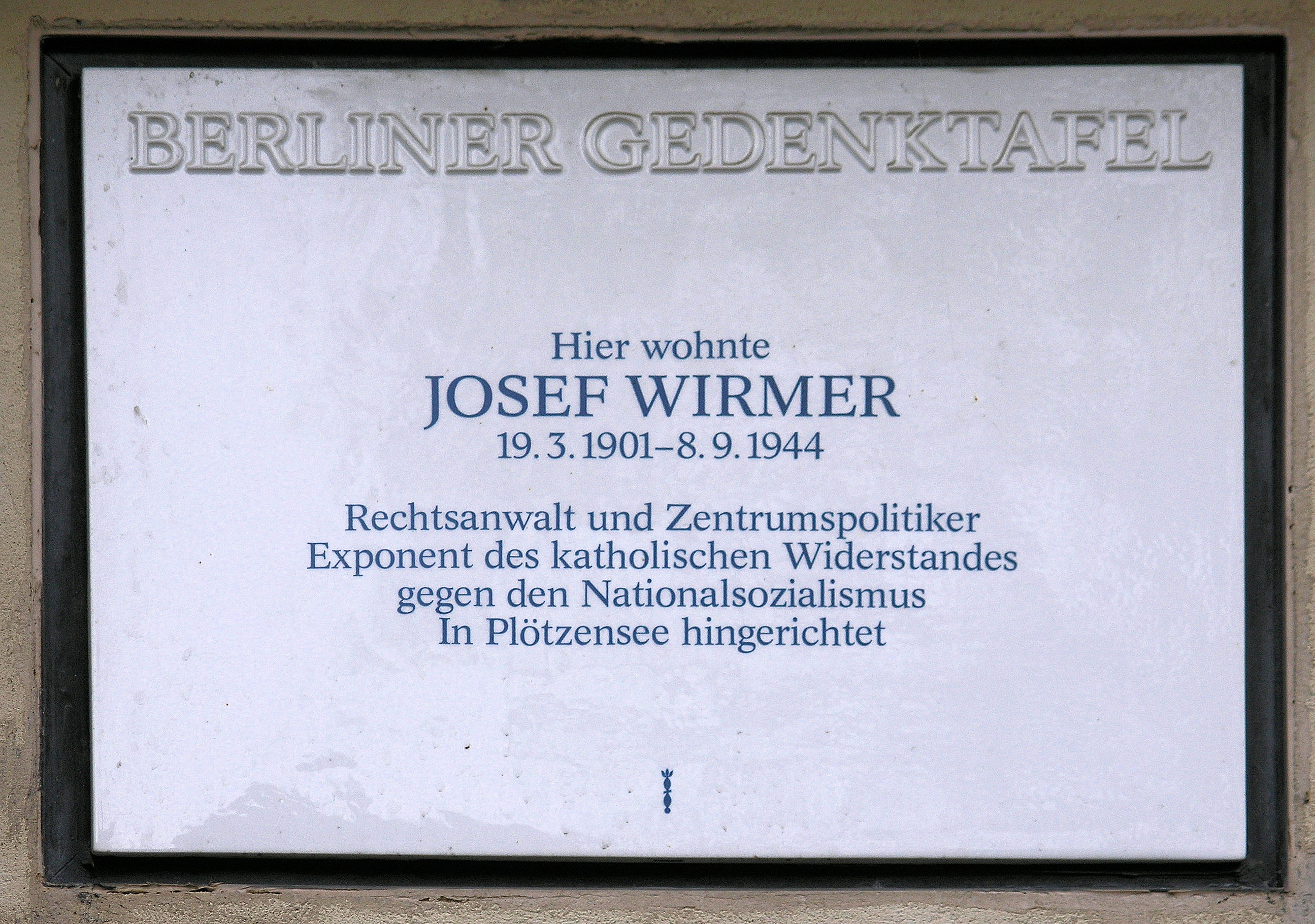
Berliner Gedenktafel am Haus Holbeinstraße 56 in Berlin-Lichterfelde

In der Nähe der Hinrichtungsstätte Plötzensee wurde 1962 die Wirmerzeile nach ihm benannt.
An seinem Wohnhaus (1941–1944) Holbeinstraße 56 in Berlin-Lichterfelde wurde 1988 eine Berliner Gedenktafel angebracht.
In Warburg steht auf dem Brüderkirchhof (Schulgelände des Gymnasiums Marianum) an der Mauer zur Altstadt ein Ehrenmal zur Erinnerung an die beiden ehemaligen Marianer und Opfer des Nationalsozialismus Josef Wirmer und Wilhelm Freiherr von Ketteler. Zudem wurde die ehemalige Mittelstraße in Warburg-Neustadt umbenannt in Josef-Wirmer-Straße. Auch in Bonn gibt es eine Josef-Wirmer-Straße und in Düsseldorf gibt es eine nach ihm benannte Wirmerstraße.
Die katholische Kirche hat Josef Wirmer im Jahr 1999 als Glaubenszeugen in das deutsche Martyrologium des 20. Jahrhunderts aufgenommen.